# Schenkia sebaeoides
Schenkia sebaeoides (synoniemen: Centaurium sebaeoides en Erythraea sebaeoides) is een plant uit de gentiaanfamilie (Gentianaceae). De soort is endemisch op Hawaï. Het is de enige soort uit de gentiaanfamilie die van nature voorkomt op Hawaï. Echt duizendguldenkruid (Centaurium erythraea) is een soort uit dezelfde plantenfamilie die verwilderd is op Hawaï.
Duits botanicus August Grisebach benoemde in 1853 het nieuwe geslacht Schenkia, op basis van plantmateriaal dat was verzameld door Berthold Carl Seemann. De soortaanduiding sebaeoides gaf Grisebach aan de soort vanwege de overeenkomsten met Sabaea, een ander geslacht uit de gentiaanfamilie. Asa Gray deelde in 1862 de soort in bij Erythraea. George Claridge Druce deelde de soort in 1917 in bij Centaurium.
Het is een eenjarige, kruidachtige plant die circa 6–20 cm lang kan worden. De bladeren zijn vlezig, omgekeerd-ovaalvormig of elliptisch, 0,7–3,2 lang en tot 2 cm breed. De bloemen hebben geen steel en bevinden zich langs de stengels bij de stengeltoppen. De vergroeide kelkbladeren zijn 8 mm lang en bestaan uit een oneven aantal lobben. De witte of lichtroze kroonbladeren vormen een tot 1 cm lange kroonbuis met tot 4,5 mm lange lobben. Na bevruchting vormen zich de tot 9,5 mm lange, cilindervormige doosvruchten die talloze kleine, bruine zaden bevatten.
De plant komt voor op Kauai, Oahu, Molokai, Lanai en Maui. De soort groeit op vulkanische en kleibodems en in droge kustgebieden en koraalvlakten beneden de 368 m hoogte.
De plant wordt bedreigd door vernietiging van zijn habitat door geiten en rundvee, invasieve plantensoorten, bosbranden en vertrapping door wandelaars. Door de lage aantallen van de soort loopt deze risico op uitsterven veroorzaakt door natuurrampen.
Schenkia sebaeoides maakt in de Verenigde Staten deel uit van de National Collection of Endangered Plants. De National Tropical Botanical Garden houdt zich namens het Center for Plant Conservation bezig met de bescherming van de plant.